# هوارد سانت جون
هوارد سانت جون (بالإنجليزية: Howard St. John)‏ هو ممثل أمريكي، ولد في 9 أكتوبر 1905 بشيكاغو في الولايات المتحدة، وتوفي في 13 مارس 1974 بنيويورك في الولايات المتحدة بسبب نوبة قلبية.

## وصلات خارجية
- هوارد سانت جون على موقع IMDb (الإنجليزية)
- هوارد سانت جون على موقع قاعدة بيانات برودواي على الإنترنت (الإنجليزية)
- هوارد سانت جون على موقع قاعدة بيانات الفيلم (الإنجليزية)